# Anthony Willis
Anthony Willis est un boxeur britannique né le 17 juin 1960 à Liverpool.

## Carrière
Il remporte aux Jeux olympiques d'été de 1980 à Moscou la médaille de bronze dans la catégorie poids super-légers.

## Palmarès

### Jeux olympiques
- Médaille de bronze en -63,5 kg aux Jeux de 1980 à Moscou,  URSS

## Référence
1. ↑  (en) Résultats des Jeux olympiques 1980 (amateur-boxing.strefa.pl)